# Tsuchimikado Sadazane
Tsuchimikado Sadazane (土御門定実, [1241 - 1306] Erro: {{japonês}}: texto da transliteração contém caractere não latino (pos 11) (ajuda)), também conhecido como Minamoto no Sadazane,  Daijō Daijin no período Kamakura da história do Japão.

## Vida e Carreira
Filho de Tsuchimikado Akisada (o Ramo Tsuchimikado  descendia do ramo  Murakami Genji do Clã Minamoto).
Em 1254 é nomeado para o Konoefu (Quartel da Guarda do Palácio) durante o reinado do Imperador Go-Fukakusa.
Em 13 de janeiro de 1258 foi nomeado Sangi, em 1259 é promovido a Chūnagon, e em 1273 já no reinado do Imperador Kameyama ascende a Dainagon.
Em 1283 seu pai Akisada morre. Em 12 de janeiro de 1284 durante o reinado do Imperador Go-Uda torna-se reitor da escola Shōgakuin e em 12 de fevereiro de 1288 já no governo do  Imperador Fushimi além do cargo anterior acumula com o de reitor da Universidade de Cao. No fim deste mesmo ano começa a sofrer perseguição política até que em 12 de setembro renuncia aos cargos de reitor das duas instituições e ao posto de Dainagon. A situação é contornada e reassume todos os cargos em 14 de agosto de de 1292. 
Em 27 de dezembro de 1296 é promovido a Naidaijin e em 2 de junho de 1301 com a ascensão do Imperador Go-Nijo tornou-se Daijō Daijin.
Tornou-se monge budista em 1302 passando a se chamar Enri.
| Precedido por Nijō Kanemoto | 55º Daijō Daijin (1301)   | Sucedido por Tokudaiji Kimitaka |
| Precedido por Kujō Moronori | 90º Naidaijin (1296-1297) | Sucedido por Koga Michio        |